# دييغو كروز أسبرتسا
دييغو كروز أسبرتسا (بالإسبانية: Diego Cruz Esparza)‏ (13 يناير 1995 في المكسيك - ) هو لاعب كرة قدم مكسيكي في مركز الدفاع. لعب مع نادي أطلس.

## وصلات خارجية
- دييغو كروز أسبرتسا على موقع قاعدة بيانات كرة القدم.إي يو (الإنجليزية)
- دييغو كروز أسبرتسا على موقع Soccerway.com (الإنجليزية)
- دييغو كروز أسبرتسا على موقع AS.com (الإسبانية)